# Малий Вопець
Малий Вопець — річка в Росії, протікає в Кардимівському районі Смоленській області. Права притока Дніпра. Довжина 52 км. Площа водозбірного басейну — 126  км².
Витік біля села Ковалівка Кардимівського району на південному сході Духівщинської височини, біля об'їзної дороги навколо Смоленська. Напрямок течії: південний схід, південь. Гирло навпроти села Нижні Немикарі Кардимівського району.

## Примітка
1. ↑  GEOnet Names Server — 2018.
2. 1 2  Малый Вопец/Энциклопедия Смоленской области. Архів оригіналу за 22 лютого 2014. Процитовано 5 грудня 2013.